# Vadstenabrakteaten
Vadstenabrakteaten är en C‐brakteat i guld med runor från 500‐talet, funnen 1774 i Vadstenatrakten. Motivet på framsidan (åtsidan) är ett människohuvud på ryggen av ett fyrfotadjur, och framför det en fågel. Bilden omges av en text som ska läsas från höger till vänster (ᚠᚢᚦᚨᚱᚲᚷᚹ ᛬ ᚺᚾᛁᛃᛇᛒᛘᛋ ᛬ ᛏᛒᛖᛗᛚᛜᛟᛞ): f u þ a r k g w : h n i j e/ï p R/z s : t b e m l ŋ o (d). Före futharken är ordet t u w a t u w a skrivet. Ordets första t ansågs tidigare vara ett l, men genom studier av brakteatens frånsida och de stampidentiska exemplaren har man kunnat fastslå att det är ett t, vilket antagits ha magisk innebörd, något som Sigurd Agrell, via sin omdebatterade och idag starkt ifrågasatta uthark‐teori, tog fasta på. De tre senare grupperna utgör den urnordiska runraden, vars sista runa dolts av prydnaden under öglan, men spåras på en dubblett av brakteaten, som inkom till museet 1906.

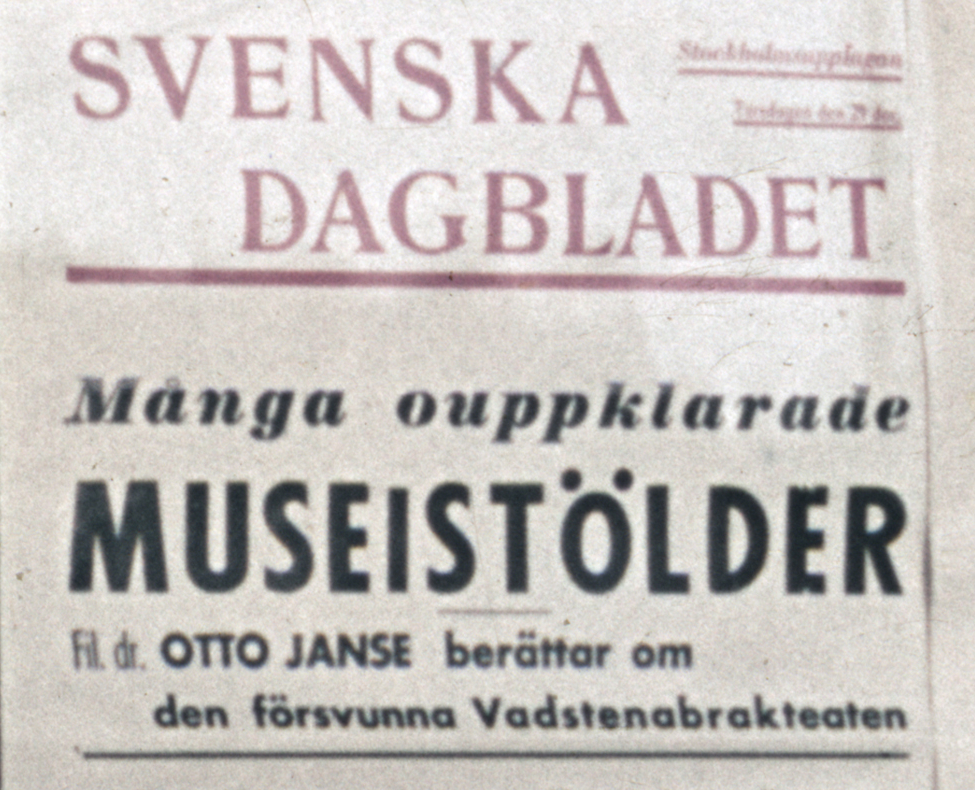
Rubrik om stölden från Svenska Dagbladets löpsedel torsdagen den 29 december 1938.

Vadstenabrakteaten stals i november 1938 från Statens historiska museum och har inte återfunnits. Enligt Svenska Dagbladet, som var först med att rapportera om försvinnandet, försvann brakteaten i samband med att den var lämnad för avgjutning i museets konserveringsanstalt. Brakteaten förvarades i ett kassaskåp, dit endast tre personer hade nyckel. En stampidentisk brakteat, Mariedammbrakteaten, hade påträffats redan före 1906.
Vadstenabrakteatens futhark renritad:

## Se även

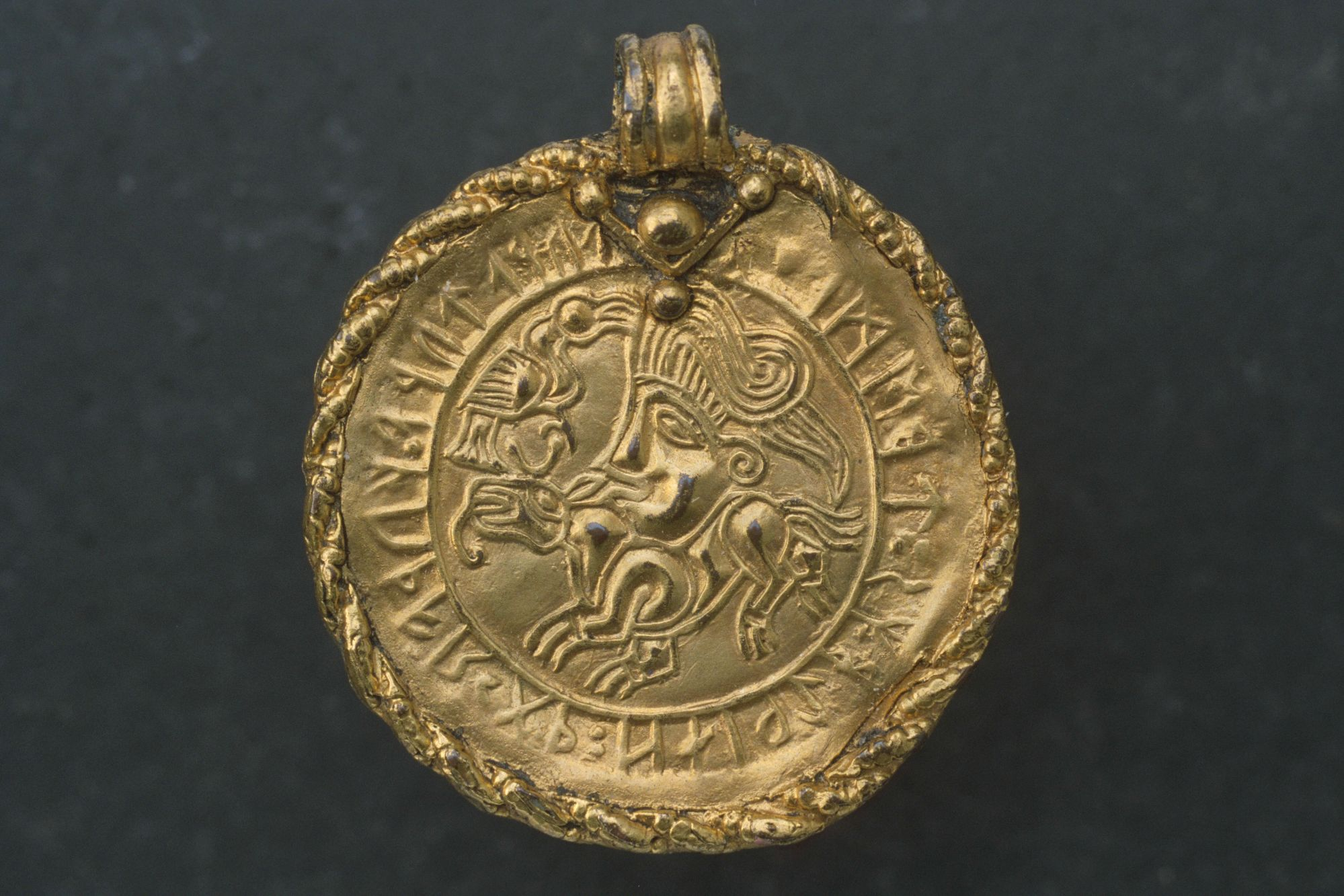
Vadstenabrakteaten är en C‐typ, som har ett fyrfota djur med ett manshuvud ovanpå. Brakteaten blev stulen 1938, bilden visar en kopia, utförd av SHM.